# 法深法親王
法深法親王（ほうしんほっしんのう）は、南北朝時代・室町時代の皇族。木寺宮5代当主。師煕親王、静覚法親王とも。

## 略歴
木寺宮邦康親王の王子。木寺宮は大覚寺統の後二条天皇の血統の宮家。当時、天皇家では、後深草天皇を祖に持つ持明院統と、亀山天皇を祖に持つ大覚寺統で別れていた。明徳の和約により、持明院統から天皇が出続けていることや、大覚寺統の中でも後二条天皇の弟の後醍醐天皇の皇統から天皇が出ていることより、後二条天皇を祖に持つ木寺宮は不必要とされ、3･4代当主の邦恒王・世平王は親王宣下も受けていない。しかし、称光天皇が皇子を設けず重篤になり、後光厳流が断絶したこともあってか、特別に後花園天皇の猶子となり、享徳2年（1453年）12月18日、親王宣下を受けた。その後仁和寺に入り、21日に出家した。しかし、子女をもうけなかったことにより、薨去と同時に木寺宮の断絶が確定した。また、親王宣下を受けてから出家したので、正確には入道親王である。

## 系譜
後二条天皇 - 邦良親王 - 康仁親王 - 邦恒王 - 世平王 - 邦康親王 - 師煕親王（法深法親王）